# Lepidiota bakkeri
Lepidiota bakkeri är en skalbaggsart som beskrevs av Peter Geoffrey Allsopp 1999. Lepidiota bakkeri ingår i släktet Lepidiota och familjen Melolonthidae. Inga underarter finns listade i Catalogue of Life.